# Клайнобринген
Клайнобринген (нем. Kleinobringen) — община в Германии, в земле Тюрингия. Основана в 1342.
Входит в состав района Веймар. Подчиняется управлению Буттельштедт.  Население составляет 288 человек (на 31 декабря 2010 года). Занимает площадь 3,11 км².
Община подразделяется на 8 сельских округов.